# Espai aeri

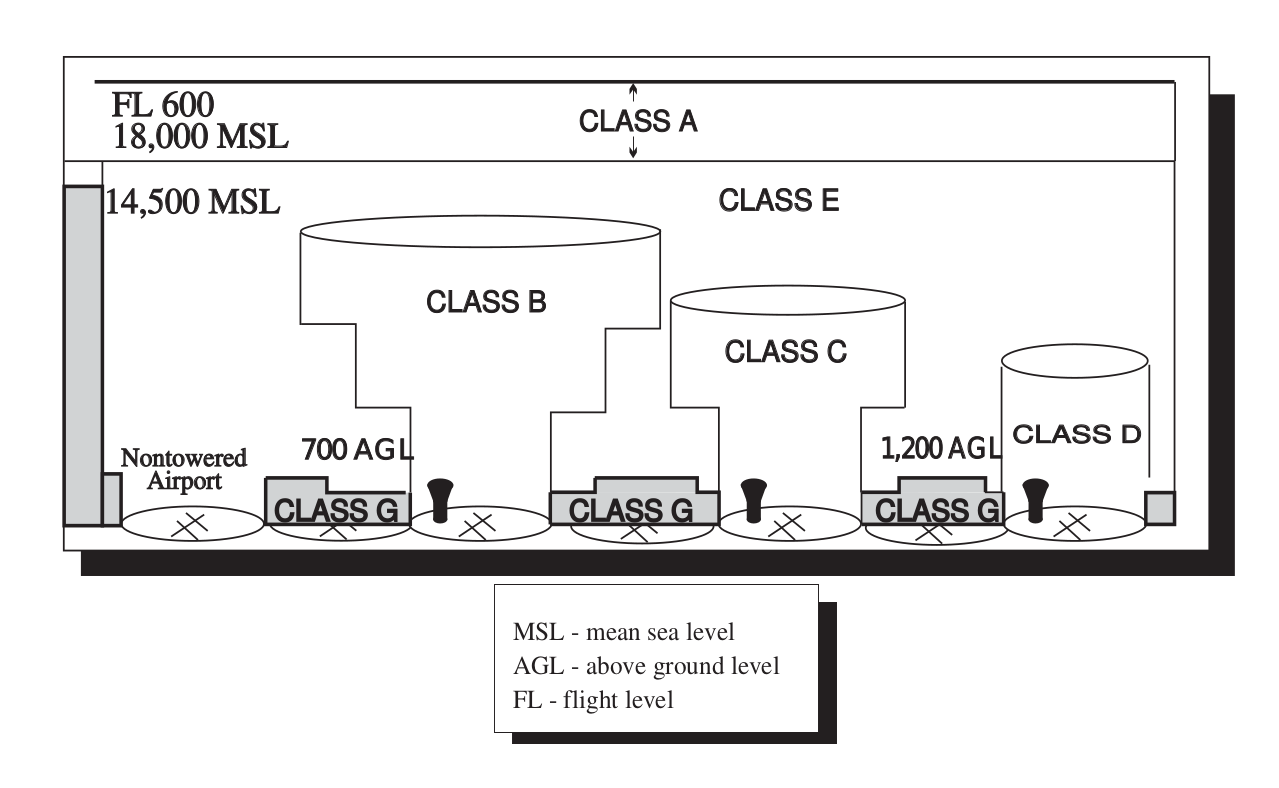
Delimitacions de l'espai aeri segons el tipus

L'espai aeri és una porció de l'atmosfera terrestre (tant sobre terra, com sobre aigua) controlada per un país en particular. Hi ha quatre tipus d'espai aeri: controlat, no controlat, espai aeri d'ús especial, i altres. El tipus d'espai aeri és definit depenent del moviment d'aeronaus, el propòsit de les operacions que ací es condueixen, i el nivell de seguretat requerit.
L'espai aeri està classificat per l'OACI en 7 parts, definits amb una lletra de la A a la G. Classe A representa el nivell més alt de control, mentre que classe G és espai aeri no controlat. No tots els països tenen totes les classificacions dels espais aeris, se seleccionen els que més estiguen acord a les necessitats que aquest requerisca.
L'espai aeri controlat és un espai aeri amb dimensions definides en el qual hi ha un servei de control de trànsit aeri per a vols IFR i per a vols VFR segons la classificació d'aquest.
L'espai aeri controlat és també un espai aeri on tots els pilots estan subjectes a certs requisits, regles d'operació, i requeriments per a les seues aeronaus.
- Per a vols IFR en qualsevol tipus d'espai aeri, el pilot ha d'omplir un pla de vol IFR i rebre la seua corresponent autorització del control del trànsit aeri. Es donarà separació per part de l'ATC a totes les aeronaus que operen sota condicions IFR en espai aeri controlat.
- Per a vols VFR s'ha de sol·licitar una autorització per part d'ATC i que els requisits de comunicacions es complisquen abans d'ingressar a un espai aeri classe B, C o D
- Es donaran alertes de tràfic a totes les aeronaus quan la quantitat de treball del controlador ho permeta.
- Alertes de seguretat són serveis obligatoris que donarà el control de trànsit aeri a totes les aeronaus. Hi ha 2 tipus; Alertes de Terrè/Obstruccions i Alertes de conflictes d'aeronaus.

## Espai aeri classe A
Generalment espai aeri entre FL195 i FL600. Totes les persones haurien d'operar la seua aeronau sota condicions IFR. L'espai aeri classe A no està especificat en les cartes de navegació.

## Espai aeri classe B
És normalment l'espai aeri que va des de la superfície fins a FL100 o 10.000' (AGL) al voltant de terminals internacionals molt congestionats. La configuració de cada espai aeri de categoria B és seleccionada individualment per a cada aeroport i consisteix en una àrea de superfície i altres 2 capes en l'espai.
Les condicions de cada espai aeri són: tenir bon clima, que no hi haja complicacions de cap tipus i que tampoc hi haja mal temps perquè cadascun dels vols internacionals arribe bé i amb bones condicions per a l'ascens de cada vol i ostentar un major benefici tant en l'espai aeri com un bon clima.

## Espai aeri classe C
Espai aeri que s'eleva des de la superfície fins a 4,000' sobre el terreny (AGL), al voltant dels aeroports que compten amb una torre de control i amb un servei de control d'aproximació per radar, amb un cert nombre d'operacions IFR.
Cada operació de les torres de control adverteix per radar l'acostament de l'aterratge de cada vol internacional i que els radars afirmen que l'elevació es deu des d'una superfície no tan elevada i tenir un bon terrè per a confirmar a la torre de control que l'espai aeri té bona temperatura com bon terrè per a obstaculitzar majors arribades i aterratges de cada vol internacional.

## Espai aeri classe D
Espai aeri que va des de la superfície a 2,500' sobre el terreny (AGL) al voltant d'aquells aeroports que tenen una torre de control operacional.
En les operacions, cada torre de control opera cada espai aeri que va des de la superfície a 2,500 i pot canviar a 2,300 sobre un terreny pla i còmode on l'operació de cada torre de control siga ben específica per a cada vol internacional que arribe i isca de cada aeroport i que aqueix espai aeri configure la seua superfície sobre la base del terreny i així poder controlar l'estudi de cada radar obtenint un millor ús del seu espai.

## Espai aeri classe I
És tot aquell que no és ni classe A, B, C, o D, però que està controlat, inclou aerovies.
Les classes a, b, c o d tenen la mateixa configuració de tenir la seua apressions
 respectivament per a tots els vols internacionals que, tenen aqueix tipus de sistema que és controlat per cada torre de control configurant el moviment de cada dona vol que arriba i ix de cada aeroport i prenent en compte que tot aquell tipus de sistemes amb cada lletra de primera classe siga de bon control i formant cada aerovia de qualsevol forma obtenint un bon ús com cada aerovia INTERNACIONAL.

## Espai aeri classe G
És tot aquell espai aeri que no és classe A, B, C, D, o I i que NO és controlat per un ATC.